# Parlamentsvalet i Lesotho 2017
Parlamentsvalet i Lesotho 2017 hölls den 3 juni 2017 och gällde nationalförsamlingens samtliga 120 platser. Ordinarie val skulle ha hållits 2020, men nyval utlystes då premiärministern Pakalitha Mosisili förlorat en förtroendeomröstning i nationalförsamlingen. Efter den parlamentariska misstroendeförklaringen valde premiärministern att be kung Letsie III att upplösa nationalförsamlingen och utlysa nyval.
Nationalförsamlingen har ett blandat valsystem, och 80 mandat väljs i majoritetsval i enmansvalkretsar och 40 utdelas proportionerligt som utjämningsmandat utifrån det nationella valresultatet.
I valet blev Tom Thabanes parti All Basotho Convention (ABC) största parti med 48 mandat mot 30 mandat för Pakalitha Mosisilis parti Democratic Congress (DC). Thabane efterträdde Mosisili som premiärminister den 16 juni 2017.